# 惠罗公司
惠罗公司 (Whiteaway, laidlaw & Co. Ltd.)是20世纪上半叶一个重要的英资百货公司，分布于亚洲许多城市。
1882年，两个苏格兰人Whiteaway和莱德劳（生于1856年1月13日）在印度加尔各答创办了惠罗公司。莱德劳早年在伦敦经营纺织品批发贸易。1877年，莱德劳去印度，长住加尔各答（约20年），并遍游亚洲，非洲和美洲，并成为英国皇家地理学会会员。惠罗公司创办不久，在印度的孟买，马德拉斯，拉合尔和西姆拉，海峡殖民地的新加坡、槟城、吉隆坡、怡保、太平、芙蓉、巴生、马六甲和安顺、锡兰的科伦坡、缅甸、中国的上海、天津和汉口，共约20个城市开设分行。莱德劳还拥有大吉岭的茶园和马来亚的橡胶园。
惠罗公司总部位于加尔各答中心的乔林基街。
惠罗公司上海分店选址在上海公共租界中心区域，全中国最繁荣的商业街南京路与四川路东北转角处。惠罗公司与另外三家历史悠久的英资百货公司——泰兴公司（在香港的中文名称是连卡佛），福利公司和汇司公司合称上海南京路「前四大公司」。